# Mine d'Angren
La mine d'Angren, est une mine à ciel ouvert de charbon située dans la province de Tachkent en Ouzbékistan.